# Aeroporto Internazionale di Chișinău
L'Aeroporto Internazionale di Chișinău (IATA: RMO, ICAO: LUKK) è il principale aeroporto della Moldavia ed è situato nei pressi della capitale Chișinău, nel settore Botanica. Il terminal è stato costruito nel 1970 ed ha una capacità di circa 1.200.000 passeggeri per anno.
L'aeroporto è provvisto di ILS di categoria I per pista 26 e di ILS di categoria II per pista 08.

## Statistiche dell'aeroporto
Questo grafico non è disponibile a causa di un problema tecnico.
Si prega di non rimuoverlo.
Vedi la query Wikidata di origine.

| Anno | Passeggeri | Voli   |
| ---- | ---------- | ------ |
| 1996 | 250.800    | 3.619  |
| 1997 | 283.000    | 4.718  |
| 1998 | 265.900    | 4.871  |
| 1999 | 233.300    | 4.613  |
| 2000 | 254.178    | 5519   |
| 2001 | 274.662    | 9866   |
| 2002 | 296.431    | 10.416 |
| 2003 | 341.695    | 9502   |
| 2004 | 421.011    | 10.759 |
| 2005 | 482.741    | 11.126 |
| 2006 | 548.331    | 10.065 |
| 2007 | 688.782    | 11.685 |
| 2008 | 847.881    |        |
| 2009 | 809.072    |        |
| 2010 | 937,030    |        |
| 2011 | 1.045.975  |        |
| 2023 | 2.838.073  |        |

## Merci e postali

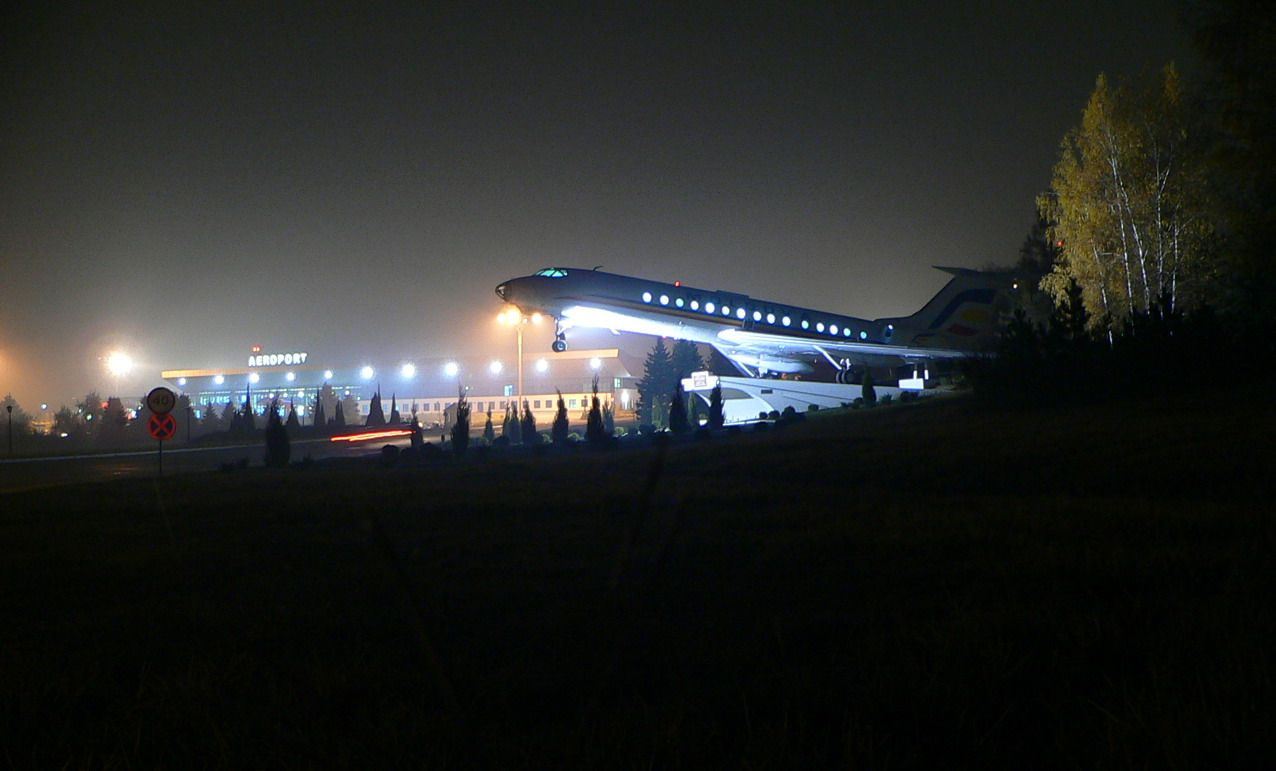
Vista notturna dell'aeroporto di Chişinău

| Anno       | Cargo/Posta |
| ---------- | ----------- |
| 2000       | 2.4         |
| 2001       | 1.7         |
| 2002       | 1.3         |
| 2003       | 1.3         |
| 2004       | 1.4         |
| 2005       | 1.7         |
| 2006       | 1.8         |
| 2007       | 1.8         |
| 2008 (1-5) | 0.4         |

Valori in migliaia di tonnellate

## Collegamenti con la città
L'aeroporto è situato a 13 km dal centro della città che è raggiungibile dai seguenti mezzi pubblici:
- Autobus espresso "A", dalle 6.35 alle 18.55 partenze ogni mezz'ora
- Microbus "165", dalle 6.00 alle 21.30 partenze ogni 15 minuti con arrivo in strada Izmail